# Фельпель, Свен
Свен Константин Фельпель (нем. Sven Voelpel; род. 13 октября 1973, Мюнхен, Германия) — немецкий теоретик в области теории организаций и профессор кафедры делового администрирования на факультете гуманитарных и социальных наук в Университете Якобса в Бремене, Германия, известный своими работами в области стратегического управления, бизнес-моделирования и управления знаниями.

## Биография
Фельпель получил степень магистра в области экономики, социальных наук и делового администрирования в Университете Аугсбурга в 1999 году и степень доктора в Университете Санкт-Галлена в Швейцарии в 1993 году.
Фельпель начал свою научную карьеру в качестве аспиранта Гарвардского университета в 2003 году и продолжал свои исследования в Оксфордском университете вплоть до 2008 года. В 2003—2004 годах он являлся доцентом в Университете Гронингена и в Норвежской школе экономики. С 2004 года он работает в Университете Якобса в Бремене, где был назначен профессором делового администрирования.
В 2007 году Свен Фельпель основал компанию WDN — WISE Demographics Network в Бремене и является её директором по сей день. Данная компания занимается поиском научных решений к демографическим проблемам компаний-партнеров.
Начиная с 2008 года, Фельпель является членом редколлегии журнала «Изучение организаций». Прежде он также являлся членом редколлегии журналов «Управление знаниями» (2004—2006 гг.) и «Управление изменениями» (2004—2010).

## Научные интересы и достижения
Областью научных интересов Свена Фельпеля являются лидерство, командная эффективность, управление знаниями и изменениями, демографические вызовы и управление многообразием.
Его статья «Повышение уровня знаний для управления вниманием» была признана одной из наиболее цитируемых работ в области управления знаниями на 2015 год. В 2009 и 2012 году Фельпель вошел в рейтинг 100 ведущих исследователей в возрасте до 40 лет газеты Handelsblatt. Он также занял 33-е место по индивидуальной производительности труда среди всех исследователей в области управления знаниями и изучения интеллектуального капитала.
Исследования Фельпеля как директора-основателя WDN — WISE Demographics Network позитивно сказались на рабочих условиях миллионов работников компаний-партнеров WDN, в том числе Daimler AG, Deutsche Bahn, Deutsche Bank и др. В 2013 году WDN стала инициатором конкурсной «Программы межпоколенной компетентности и квалификации», которая находится под надзоромФедерального министерства образования и исследований ФРГ и направлена на поиск инновационных решений к проблемам демографических изменений в составе рабочей силы
Последняя публикация Фельпеля, книга «Mentale, emotionale und körperliche Fitness», является результатом его исследований в области благополучия и самоэффективности. Книга получила положительные отзывы газеты Die Zeit и была опубликована тиражом в 650 000 копий

## Избранные публикации
- Davenport, T.[англ.], Leibold, M.,Voelpel, S. Strategic management in the innovation economy. Strategy approaches and tools for dynamic innovation capabilities (англ.). — New York: Wiley, 2006. (Prefaces by Klaus Jacobs and Heinrich von Pierer; CEO Siemens AG)
- Leibold, M.,  Voelpel, S. Managing the aging workforce: Challenges and solutions (англ.). — New York: Wiley, 2006.

Статьи, подборка:
- Biemann, T., Cole, M.S., Voelpel, S.C. Within-group agreement: On the use (and misuse) of rWG and rWG(J) in leadership research and some best practice guidelines (англ.) // Leadership Quarterly[англ.] : journal. — 2012. — Vol. 23, no. 1. — P. 66—80. — doi:10.1016/j.leaqua.2011.11.006.
- Kearney, E., Gebert, D., Voelpel, S.C. When and how diversity benefits teams: the importance of team members need for cognition (англ.) // Academy of Management Journal[англ.] : journal. — 2009. — Vol. 52, no. 3. — P. 581—598. — doi:10.5465/amj.2009.41331431.
- Voelpel, S.C., Eckhoff, R., Förster, J. David against Goliath? Group size and bystander effects in virtual knowledge sharing (англ.) // Human Relations[англ.] : journal. — 2008. — Vol. 61, no. 2. — P. 273—297.
- Nonaka, I., von Krogh, G., Voelpel, S.C. Organizational knowledge creation theory: Evolutionary paths and future advances (англ.) // Organization Studies : journal. — 2006. — Vol. 27, no. 8. — P. 1179—1208. — doi:10.1177/0170840606066312.
- Voelpel, S.C., Dous, M., Davenport, T. Five steps to creating a global knowledge sharing system: Siemens Share-Net (англ.) // Academy of Management Executive : journal. — 2005. — Vol. 19, no. 2. — P. 9—23. — doi:10.5465/ame.2005.16962590.
- Davenport, T., Voelpel, S. The rise of knowledge towards attention management[англ.] (англ.) // Journal of knowledge management : journal. — 2001. — Vol. 5, no. 3. — P. 212—222. — doi:10.1108/13673270110400816.